# 科科尼诺国家森林
34°55′N 111°32′W / 34.917°N 111.533°W
科科尼诺国家森林（英語：Coconino National Forest；又译可可尼诺国家森林）是美国一座占地1,856 × 103英畝（7,510平方）的国家森林，位于亚利桑那州北部、弗拉格斯塔夫的边缘。1898年建立时，森林曾名为“圣弗朗西斯科山国家森林保护区”，后于1908年与周围其他林区合并，变更为一整座国家森林。现如今，科科尼诺国家森林的林区内包含了众多不同的景色，如 荒漠、西黄松林、平地、平頂山、高山凍原、古火山口等。森林环绕着塞多纳镇和弗拉格斯塔夫市，与另外四座国家森林接壤：西方、西北方向有凯巴布国家森林，西南方向有普雷斯科特国家森林，南边有通托国家森林，东南方向有阿帕奇-希特格里夫斯国家森林。森林的行政总部位于弗拉格斯塔夫，此外在弗拉格斯塔夫、哈皮杰克和塞多纳也设有巡逻区办公室。